# Ruspolia liangshanensis
Ruspolia liangshanensis är en insektsart som beskrevs av Yong Shan Lian och Xiangwei Liu 1992. Ruspolia liangshanensis ingår i släktet Ruspolia och familjen vårtbitare. Inga underarter finns listade i Catalogue of Life.